# Locomotion (videogioco 1985)
Locomotion è un videogioco sul controllo di un treno in una rete ferroviaria con scambi, pubblicato nel 1985 per Commodore 64 e Commodore 16 dalla filiale britannica della Commodore e, con il titolo scritto anche Loco Motion, per BBC Micro ed Electron dalla BBC Soft. 
Una versione per ZX Spectrum venne realizzata, ma mai pubblicata; è stata successivamente recuperata e divulgata. Sembra invece che una versione su cartuccia per Timex Sinclair 2068, clone dello Spectrum, sia stata pubblicata dalla Parker Software.

## Modalità di gioco
Il giocatore controlla una locomotiva a vapore in un labirinto multischermo di binari, formato da circa 50 schermate in tutto, con visuale isometrica. Lo scenario è in parte di campagna e in parte desertico, con semplici elementi decorativi. I binari sono orientati in orizzontale o in diagonale e in molti punti sono collegati da scambi che si possono commutare in due posizioni. Il giocatore può commutare il prossimo scambio verso il quale sta andando la locomotiva, e se questa finisce nell'interruzione di uno scambio aperto, si schianta. In fondo ai binari morti ci sono invece respingenti che permettono di rimbalzare.
Ogni tanto si può incontrare un altro locomotore che viaggia veloce da destra a sinistra, commutando anche gli scambi a suo favore, e bisogna evitare di scontrarsi. Il suo avvicinamento è preannunciato dal fischio quando ancora non è entrato nello schermo.
Ci sono due modalità di gioco a seconda del livello selezionato alla partenza, "avventura" (livelli 1-4) o "arcade" (livelli 5-8). Lo scenario è sempre lo stesso, ma la prima modalità è più complessa e strategica. I livelli 4 e 8 sono notturni, con i binari invisibili.
Nella modalità "avventura" il giocatore può accelerare la locomotiva in avanti o all'indietro e frenare. I respingenti dei binari morti funzionano solo se la velocità è ridotta, altrimenti ci si schianta.
Ci sono molti vagoni fermi sparsi nello scenario e la locomotiva li può agganciare, fino a un massimo di tre alla volta, avvicinandosi lentamente all'indietro. Si possono quindi sganciare presso i respingenti o presso altri vagoni. Un indicatore a icone in basso dice il contenuto dei vagoni attualmente agganciati. I vagoni dell'oro vanno portati alla banca per aumentare molto il punteggio. Altri tipi di vagoni hanno utilità specifiche: le parti di ponte e i binari permettono di riparare alcune interruzioni presenti nei tracciati, il vagone con lo sceriffo protegge dai banditi che possono rubare l'oro quando il treno è fermo. Ci sono ulteriori tipi che dipendono dalla versione del gioco (vedi manuali).
Ogni tanto è necessario ricaricare il combustibile e l'acqua, le cui riserve sono indicate come percentuale nell'area informativa in basso, fermandosi ad appositi punti di rifornimento. Se si trainano più vagoni aumentano l'inerzia e i consumi del treno. Si dispone di più vite.
Nella modalità "arcade" la locomotiva viaggia costantemente a velocità massima. Non ci sono vagoni da agganciare né tratti da riparare. Acqua e combustibile sono illimitati e si può rimbalzare sui respingenti anche ad alta velocità. Si controllano solo gli scambi e i pericoli sono soltanto gli scambi aperti e gli altri treni. C'è una vita sola e l'obiettivo è l'esplorazione di tutto lo scenario.